# Fête de la Saint-Yves
La fête de la Saint-Yves (en breton : Gouel Erwann) se fête tous les ans le 19 mai en l'honneur de saint Yves, patron des marins, avocats et plus largement des juristes, de la Bretagne et de la ville d'Audenge (en Gironde). Elle est fêtée dans toutes les paroisses catholiques du monde, Yves étant un saint de l'Église catholique.

## Présentation

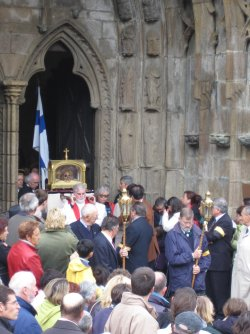
Relique de saint Yves à la sortie de la cathédrale Saint-Tugdual de Tréguier en Bretagne.

Autrefois, le lieu où se trouvent les reliques de saint Yves était sujet d'un pèlerinage annuel en provenance de toute la Basse-Bretagne. De nos jours un pardon important a lieu tous les ans à Tréguier, ville natale du saint. La fête de la Saint-Yves a inspiré la création de la fête de la Bretagne, autrefois appelée « Fest'Yves / Gouel Erwan » ou encore « Fête de la Bretagne à la Saint-Yves ».
Lors de la Saint-Yves, des Bretons, avocats, personnes portant le prénom d'Yves, catholiques ou curieux se retrouvent à Tréguier, ancienne capitale de l'évêché du Trégor où le chef du saint est porté à la tête d'une procession. Y est chanté le fameux cantique traditionnel breton Kantik sant Erwan, dont voici le refrain :
| en breton | en français |
| --- | --- |
| Nan eus ket e Breizh, nan eus ket unan Nan eus ket ur sant, evel sant Erwan, Nan eus ket ur sant, evel sant Erwan. | Il n'y a pas en Bretagne, Il n'y en a pas un Il n'y a pas un saint comme saint Yves, Il n'y a pas un saint comme saint Yves. |

Particulièrement fêtée dans les paroisses bretonnes, la Saint-Yves est le sujet d'une messe partiellement en langue bretonne célébrée à la cathédrale Saint-Louis de Versailles où se retrouvent les catholiques bretons d'Île-de-France.
Le samedi 19 mai 2012, l'association Mission bretonne renoue avec la tradition des pardons de la Saint-Yves en l'église Notre-Dame-des-Champs, ancien lieu de rassemblement des Bretons de Paris à l'initiative de l'association La Paroisse bretonne de Paris. L'église Saint Yves des Bretons, à Rome témoigne de l'importance du culte qui lui est rendu et de la reconnaissance de la spécificité nationale des Bretons.

## Témoignage de Renan
« Saint Yves était l'objet d'un culte encore plus populaire. Le digne patron des avocats est né dans le minihi de Tréguier, et sa petite église y est entourée d'une grande vénération. Ce défenseur des pauvres, des veuves, des orphelins, est devenu dans le pays le grand justicier, le redresseur de torts. En l'adjurant avec certaines formules, dans sa mystérieuse chapelle de Saint-Yves de la vérité, contre un ennemi dont on est victime, en lui disant : "tu étais juste de ton vivant, montre que tu l'es encore", on est sûr que l'ennemi mourra dans l'année. Tous les délaissés deviennent ses pupilles. à la mort de mon père, ma mère me conduisit à sa chapelle et le constitua mon tuteur. Je ne peux pas dire que le bon saint Yves ait merveilleusement géré nos affaires, ni surtout qu'il m'ait donné une remarquable entente de mes intérêts ; mais je lui dois mieux que cela ; il m'a donné contentement, qui passe richesse, et une bonne humeur naturelle qui m'a tenu en joie jusqu'à ce jour. Le mois de mai, où tombait la fête de ce saint excellent, n'était qu'une suite de processions au minihi ; les paroisses, précédées de leurs croix processionnelles, se rencontraient sur les chemins ; on faisait alors embrasser les croix en signe d'alliance. La veille de la fête, le peuple se réunissait le soir dans l'église, et, à minuit, le saint étendait le bras pour bénir l'assistance prosternée. Mais, s'il y avait dans la foule un seul incrédule qui levât les yeux pour voir si le miracle était réel, le saint, justement blessé de ce soupçon, ne bougeait pas, et, par la faute du mécréant, personne n'était béni. »

— Ernest Renan, Souvenirs d'enfance et de Jeunesse, 1893.